# Pirocroids
Els pirocroids o pirocròids (Pyrochroidae) són una família de coleòpters polífags de la superfamília dels tenebrionoïdeus. Consta 30 gèneres i 167 espècies. Moltes de les espècies de la subfamília Pyrochroinae tenen les antenes amb forma de pinta. Aquesta família també inclou la majoria dels antics membres de la família desapareguda Pedilidae. A Catalunya el pirocroid més corrent és Pyrochroa coccinea, de color roig encès, que viu als boscos humits del Pirineu i Prepirineu.

## Gèneres
- Subfamília: Agnathinae
  - Géneros: Agnathus - Cononotus
- Subfamília: Pedilinae
  - Gèneres: Anisotria - Pedilus - †Lithomacratria
- Subfamília: Pilipalpinae
  - Gèneres: Binburrum - Cycloderus - Exocalopus - Incollogenius - Malagaethes - Morpholycus - Paromarteon - Pilipalpus - Ranomafana - Techmessa - Techmessodes - Temnopalpus
- Subfamília: Pyrochroinae
  - Gèneres: Dendroides - Dendroidopsis - Eupyrochroa - Frontodendroidopsis - Hemidendroides - Himalapyrochroa - Neopyrochroa - Phyllocladus - Pogonocerus - Pseudodendroides - Pseudopyrochroa - Pyrochroa - Schizotus - Sinodendroides
- Subfamília: Tydessinae
  - Gèneres: Tydessa